# Kauri Kõiv
Kauri Kõiv (* 25. Juli 1983 in Elva, Estnische SSR, Sowjetunion) ist ein ehemaliger estnischer Biathlet. Er arbeitet seit 2023 als Sportdirektor des estnischen Biathlonverbands.

## Karriere
Der Sportsoldat Kauri Kõiv aus Elva betreibt Biathlon seit 1995. Er tritt für den Elva Skiclub an und wird von Rein Pedaja trainiert. Zu Nationalkader seines Landes gehört er seit 2004. Seine ersten bedeutenden internationalen Rennen bestritt der Este 2002 im Rahmen der Juniorenweltmeisterschaften in Ridnaun, ohne allerdings wie auch im Jahr darauf in Kościelisko nennenswerte Ergebnisse zu erreichen. Gleiches trifft auf die Junioreneuropameisterschaften 2002 in Kontiolahti und 2004 in Minsk sowie die Juniorenweltmeisterschaften im Sommerbiathlon 2004 in Osrblie zu.
Dennoch konnte Kõiv zum Ende der Saison 2002/03 sein Debüt im Biathlon-Weltcup geben. In Östersund wurde der Este sowohl 71. im Einzel als auch im Sprint. Die Sommerbiathlon-Weltmeisterschaften 2005 im finnischen Muonio wurden seine ersten Titelkämpfe im Erwachsenenbereich, nach einem 21. Rang im Sprint und einem 20. Platz im Massenstart verpasste er mit der Staffel, zu der auch Priit Viks, Indrek Tobreluts und Dimitri Borovik gehörten als Vierter knapp eine Medaille. Seit der 2006/07 startete Kõiv regelmäßig im Weltcup. Bestes Resultat wurde ein zehnter Rang mit der Staffel in Oberhof. Höhepunkt der Saison wurde die Teilnahme an den Biathlon-Weltmeisterschaften 2007 in Antholz, seinen ersten Welttitelkämpfen. Kõiv wurde Sprint-81. und Elfter mit der Staffel. Bei den Biathlon-Weltmeisterschaften 2008 in Östersund trat der Este in drei Rennen an. Bestes Ergebnis wurde der 43. Rang im Einzel. Im Sprint belegte er Platz 81, mit der Staffel den 12. Platz. Erstmals in die Punkte lief Kõiv als 39. bei einem Sprintrennen in der Saison 2008/09 in Antholz. Ebenfalls in Antholz, nun bei einem Einzel, verbesserte er in der folgenden Saison sein bestes Ergebnis auf einen 30. Rang.
2010 nahm Kauri Kõiv erstmals an den Olympischen Winterspielen teil und erreichte 
mit Platz 44 im Einzel sein bestes Resultat. Mit der estnischen Staffel kam er auf Rang 14. Die Biathlon-Weltmeisterschaften 2011 in Chanty-Mansijsk brachten Rang 77 im Einzel, 71 im Sprint, 14 im Mixed-Staffelrennen und Platz 15 im Staffelrennen. In der Saison 2011/12 lief Kõiv mit einem 22. Platz bei einem Sprint in Nové Město na Moravě auf sein bislang bestes Weltcup-Resultat. Bei den Biathlon-Weltmeisterschaften 2012 in Ruhpolding erreichte er mit Platz 26 im Einzelwettbewerb das beste Resultat eines estnischen Biathleten. Im Sprint wurde er 59. und im Verfolgungswettbewerb 56. Er beendete die Saison mit Platz 74 in der Weltcupgesamtwertung, was seine bisher bestes Resultat in der Weltcupgesamtwertung darstellt.
Zum Ende der Saison 2018/19 beendete Kõiv seine Karriere als aktiver Biathlet.

## Statistiken

### Weltcupplatzierungen
Die Tabelle zeigt alle Platzierungen (je nach Austragungsjahr einschließlich Olympische Spiele und Weltmeisterschaften).
- 1.–3. Platz: Anzahl der Podiumsplatzierungen
- Top 10: Anzahl der Platzierungen unter den ersten zehn (einschließlich Podium)
- Punkteränge: Anzahl der Platzierungen innerhalb der Punkteränge (einschließlich Podium und Top 10)
- Starts: Anzahl gelaufener Rennen in der jeweiligen Disziplin
- Staffel: inklusive Mixed- und Single-Mixed-Staffeln

| Platzierung         | Einzel | Sprint | Verfolgung | Massenstart | Staffel | Gesamt |
| ------------------- | ------ | ------ | ---------- | ----------- | ------- | ------ |
| 1. Platz            |        |        |            |             |         |        |
| 2. Platz            |        |        |            |             |         |        |
| 3. Platz            |        |        |            |             |         |        |
| Top 10              |        | 1      |            |             | 1       | 2      |
| Punkteränge         | 6      | 7      | 2          | 1           | 72      | 88     |
| Starts              | 32     | 86     | 18         | 1           | 73      | 210    |
| Stand: Karriereende |        |        |            |             |         |        |

### Olympische Winterspiele
Ergebnisse bei Olympischen Winterspielen:
|                                             | Einzelwettbewerbe | Einzelwettbewerbe | Einzelwettbewerbe | Einzelwettbewerbe | Staffelwettbewerbe | Staffelwettbewerbe |
| Sprint                                      | Verfolgung        | Einzel            | Massenstart       | Herrenstaffel     | Mixedstaffel       |                    |
| ------------------------------------------- | ----------------- | ----------------- | ----------------- | ----------------- | ------------------ | ------------------ |
| Olympische Winterspiele 2010 \| Vancouver   | 48.               | 50.               | 44.               | –                 | 14.                |                    |
| Olympische Winterspiele 2014 \| Sotschi     | 53.               | 46.               | 77.               | –                 | 17.                | 15.                |
| Olympische Winterspiele 2018 \| Pyeongchang | 76.               | –                 | 68.               | –                 | 13.                | –                  |